# Laguna Woods (Kalifornija)
Laguna Woods je grad u američkoj saveznoj državi Kalifornija. Prema popisu stanovništva iz 2010. u njemu je živjelo 16.192 stanovnika.